# Meir Zarchi
Meir Zarchi est un réalisateur israélien né le 3 juin 1937 à Tel-Aviv.

## Filmographie
- 1978 : Œil pour œil (I Spit on Your Grave)
- 1985 : Don't Mess with My Sister!
- 2019 : I Spit on Your Grave: Deja Vu